# William Wellington Corlett

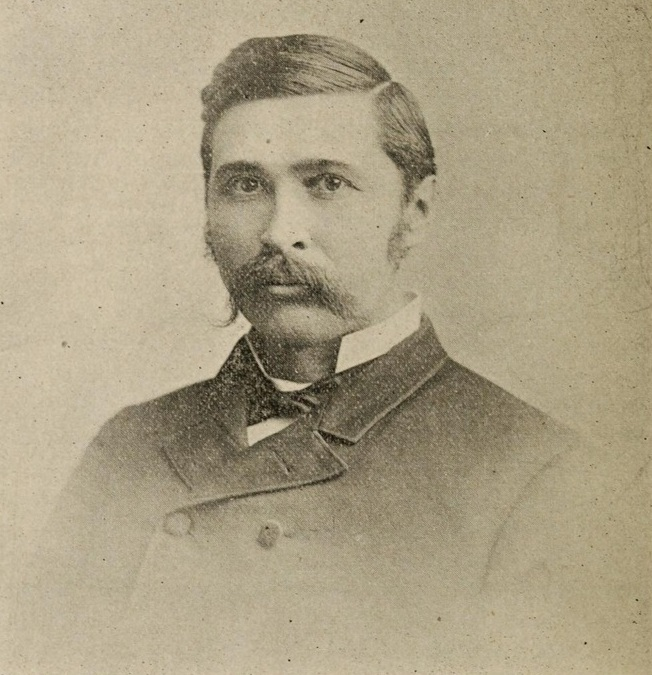
William Wellington Corlett

William Wellington Corlett (* 10. April 1842 in Concord, Lake County, Ohio; † 22. Juli 1890 in Cheyenne, Wyoming) war ein US-amerikanischer Politiker. Zwischen 1877 und 1879 vertrat er als Delegierter das Wyoming-Territorium im US-Repräsentantenhaus.

## Frühe Jahre
William Corlett besuchte die öffentlichen Schulen seiner Heimat und dann bis 1861 das Willoughby Collegiate Institute. Am Bürgerkrieg nahm Corlett als Soldat auf Seiten der Union teil. Dabei geriet er zwischenzeitlich in Kriegsgefangenschaft, wurde aber wieder freigelassen. Nach dem Krieg setzte er seine Ausbildung mit einem Jurastudium fort. Im Juli 1866 machte er am Union Law College in Cleveland seinen juristischen Abschluss. Nach seiner Zulassung als Rechtsanwalt lehrte er an verschiedenen Schulen in Ohio Jura.

## Politische Laufbahn
Im Jahr 1867 zog Corlett nach Cheyenne im Wyoming-Territorium. Dort arbeitete er als Rechtsanwalt. Er wurde Mitglied der Republikanischen Partei. Im Jahr 1869 kandidierte er erfolglos für das US-Repräsentantenhaus. Damals unterlag er Stephen Friel Nuckolls, dem Kandidaten der Demokratischen Partei. Im Jahr 1870 wurde Corlett Posthalter in Cheyenne, ein Amt, das er bis 1873 ausübte; 1871 wurde er in den territorialen Senat gewählt. Zwischen 1872 und 1876 war er Bezirksstaatsanwalt im Laramie County. Bei den Kongresswahlen des Jahres 1876 wurde er als Nachfolger von William Randolph Steele in das US-Repräsentantenhaus gewählt. Dort absolvierte er zwischen dem 4. März 1877 und dem 3. März 1879 eine Legislaturperiode als Delegierter seines Territoriums. Im Unterschied zu regulären Kongressabgeordneten hatten Delegierte kein Stimmrecht. Im Jahr 1878 verzichtete er auf eine erneute Kandidatur.

## Weiterer Lebenslauf
Nach dem Ende seiner Zeit im Kongress wurde William Corlett wieder als Rechtsanwalt tätig. Im Jahr 1879 lehnte er die ihm angebotene Stelle des Obersten Richters im Wyoming-Territorium ab. Zwischen 1880 und 1882 war er Mitglied im territorialen Regierungsrat. Corlett war an verschiedenen Unternehmen beteiligt und er gehörte zu den Gründern der Eisenbahngesellschaft Cheyenne & Northern Railroad. Er starb im Juli 1890 in Cheyenne.